# Estádio de Lahti
O Estádio de Lahti (em finlandês: Lahden stadion) é um estádio localizado em Lahti, na Finlândia. Inaugurado em 1981, é a casa do time de futebol FC Lahti,[carece de fontes?] com capacidade para 14.000 pessoas. Numa colina ao lado do estádio foi construída uma rampa onde são disputadas competições de esqui e biatlo.